# Tetlapanga
Tetlapanga är en ort i Mexiko.   Den ligger i kommunen Zongolica och delstaten Veracruz, i den sydöstra delen av landet, 240 km öster om huvudstaden Mexico City. Tetlapanga ligger 1 116 meter över havet och antalet invånare är 125.
Terrängen runt Tetlapanga är varierad, och sluttar österut. Runt Tetlapanga är det ganska tätbefolkat, med 155 invånare per kvadratkilometer. Närmaste större samhälle är Córdoba, 19,1 km norr om Tetlapanga. I omgivningarna runt Tetlapanga växer i huvudsak städsegrön lövskog.